# Полозов, Александр Сергеевич
Александр Сергеевич Полозов (эст. Alexander Polozov; 16 апреля 1986 года, Кохтла-Ярве, Эстонская ССР, СССР) — эстонский и новозеландский хоккеист, нападающий.

## Биография
В юношеском возрасте выступал за вторую команду нижегородского «Торпедо», затем провел несколько лет в Финляндии. Играл в коллективах низших финских лиг вместе со своим ровесником и соотечественником Вадимом Вирясовым.
В 2011 году Полозов переехал выступать в Новую Зеландию. В Новой Зеландии выигрывал местную национальную хоккейную лигу с командами «Ботани Сворм» и «Кентербери Ред Девилз».

## Сборная
Выступал за юношеские и молодежную сборные Эстонии. За главную команду дебютировал в 2006 году на домашнем чемпионате мира в первом дивизионе. В дальнейшем один раз сыграл на первенстве мира в первом дивизионе. Со временем ему получил гражданство Новой Зеландии, и в 2017 году дебютировал за местную сборную во втором дивизионе чемпионата мира, который проходил на домашнем для новозеландцев льду.

## Достижения
- Чемпион Новозеландской хоккейной лиги (2): 2011, 2014.